# Iliá Uliánov
Iliá Nikoláievich Uliánov (en ruso: Илья Николаевич Ульянов) (19 de juliojul./ 31 de julio de 1831greg. - 31 de diciembre de 1885jul./ 12 de enero de 1886greg.) fue un profesor y figura de la educación pública ruso. Fue el padre de los revolucionarios rusos Anna Uliánova, Aleksandr Uliánov, Vladímir Uliánov (más conocido como Lenin), Dmitri Uliánov y María Uliánova.

## Biografía
Nació en Astracán, Imperio ruso, en una familia chuvasia, hijo de Nikolái Vasílievich Uliánov (1765-1838), antiguo siervo proveniente del distrito de Sergach que obtuvo su libertad a partir del terrateniente Stepán Mijáilovich Bréjov, y Anna Alekséievna Smirnova (1793-1871), hija de un hombre rico, Alekséi Lukiánovich Smirnov (éste hijo de Lukián Smirnov, que procedía de ricos de Asia Central). Nikolái y Anna se casaron en 1823. Junto a Iliá, quien fue el último hijo de la familia, tenía tres hijas y otro hijo, un total de cinco.
Iliá se graduó en el Departamento de Física y Matemáticas de la Universidad de Kazán en 1854. Entre 1850 y 1860, fue profesor de matemáticas y física en Penza, y más tarde en un gymnasium y una escuela para mujeres en Nizhni Nóvgorod. Durante ese tiempo, se casó con María Aleksándrovna Blank.
En 1869, Iliá fue nombrado inspector de escuelas públicas en Simbirsk. En 1882, fue ascendido al rango de Consejero Civil, que lo elevó al rango de la nobleza hereditaria.
En 1871, abrió la primera escuela en Simbirsk, y más tarde se hizo maestro en el seminario de Chuvash. También estableció las escuelas nacionales para los mordvinos y los tártaros. Además, organizó y presidió congresos de muchos maestros y otros eventos de la misma naturaleza. Murió en 1886.

## Referencias

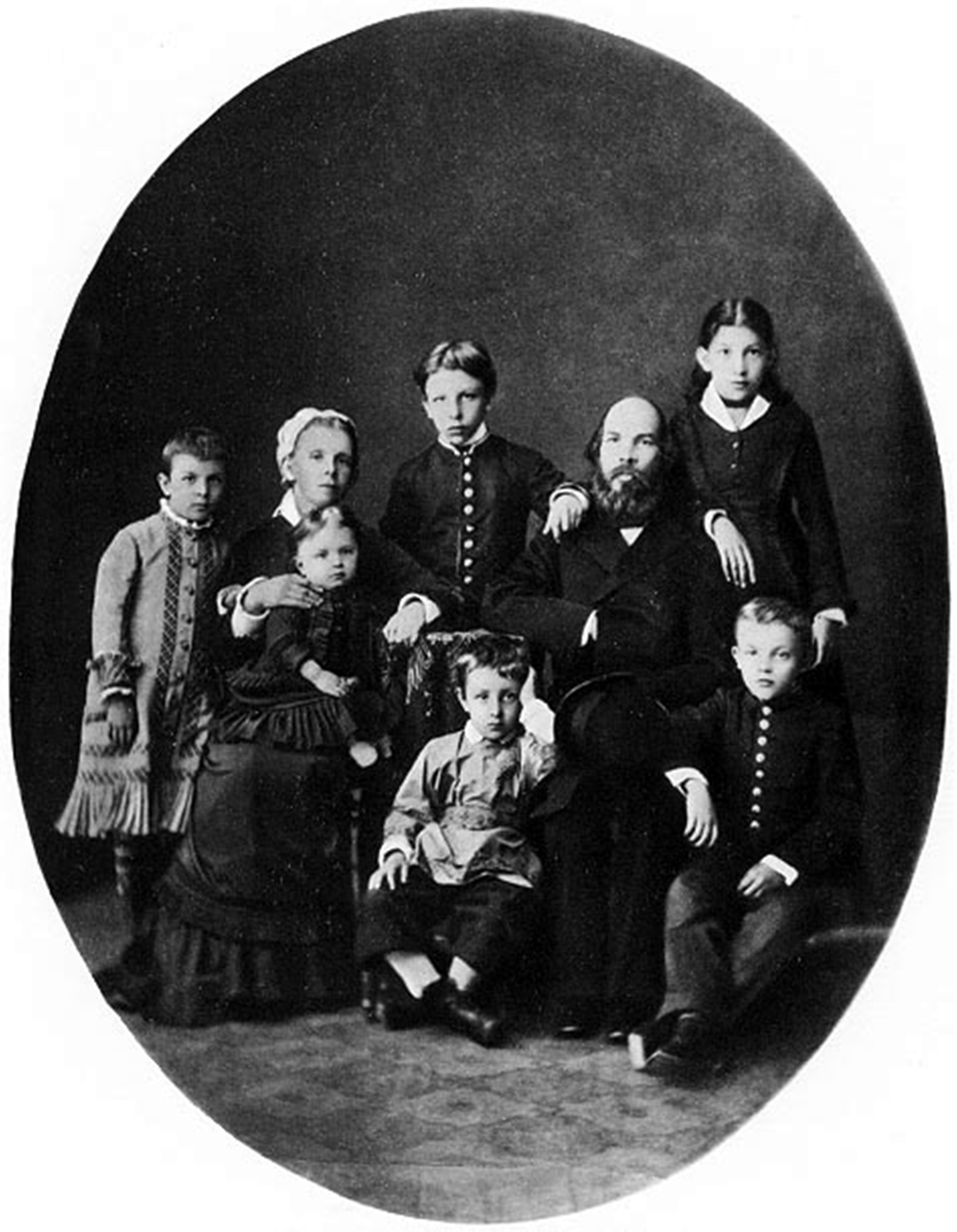
La familia Uliánov. Sentado el primero a la derecha es Volodia Uliánov. 1879